# Шеремет, Людмила Александровна
Людмила Александровна Шеремет (укр. Людмила Олександрівна Шеремет; 21 ноября 1942, Макеевка — 22 февраля 2014, Хмельницкий) — активистка Евромайдана. Герой Украины (2014, посмертно).

## Биография
Родилась 21 ноября 1942 года в городе Макеевка Донецкой области. В 1959—1962 годах работала санитаркой в одной из макеевских больниц. После окончания медицинского института работала в Краснодонской районной больнице врачом-анестезиологом. В 1969 году переехала в город Хмельницкий. В 1969—1977 годах работала в Хмельницкой городской больнице врачом-анестезиологом. В 1977 году окончила курсы акушерства и гинекологии. В 1977—2009 годах работала врачом-анестезиологом в Хмельницком городском перинатальном центре.
19 февраля 2014 года, во время Евромайдана, принимала участие в митинге у здания Службы безопасности Украины в Хмельницком, когда с территории здания по людям внезапно была открыта стрельба. Людмила Шеремет получила огнестрельное ранение в голову и 22 февраля 2014 года скончалась в больнице. Похоронена в Хмельницком на кладбище «Шаровечка».

## Память
18 февраля 2015 года в Хмельницком, на фасаде дома № 11/2 на улице Хотовицкого, где жила Людмила Шеремет, ей была открыта мемориальная доска.

## Награды
- Звание Герой Украины с удостаиванием ордена «Золотая Звезда» (21 ноября 2014 года, посмертно) — за гражданское мужество, патриотизм, героическое отстаивание конституционных принципов демократии, прав и свобод человека, самоотверженное служение Украинскому народу, проявленные во время Революции достоинства[3].
- Медаль «За жертвенность и любовь к Украине» (УПЦ КП, июнь 2015) (посмертно)[4].